# You Came
Singles de Kim Wilde
Hey Mister Heartache
(1988) Never Trust a Stranger
(1988)
You Came est une chanson de Kim Wilde, parue sur l'album Close puis comme single en tant que second extrait de l'album début juillet 1988.
Le titre obtient un énorme succès en Europe et au Royaume-Uni, où il atteint la troisième place des charts. Même s'il n'a pas connu le même accueil aux États-Unis, se classant à la quarante-et-unième place du Billboard Hot 100, il a culminé à la dixième place du Dance chart. En France, You Came est le single le mieux classé de Kim Wilde au Top 50, où il est resté vingt-trois semaines consécutifs, dont deux à la cinquième place et sera certifié disque d'argent pour 250 000 exemplaires vendus. Au Royaume-Uni, le titre est également certifié disque d'argent pour 250 000 exemplaires.
You Came est sorti au cours de l'été 1988, au moment où Kim Wilde appuyait la partie européenne de la tournée de Michael Jackson, le clip vidéo montre des séquences des concerts ainsi que les coulisses. Avec l'album Close, qui allait rencontrer un succès commercial, il s'agit de l'apogée de la carrière de Wilde, le single s'étant classé dans le top 10 des charts de plusieurs pays dans le monde entier.

## Classements et certifications
| Classement (1988)                      | Meilleure position |
| -------------------------------------- | ------------------ |
| France (SNEP)                          | 5                  |
| Suisse (Schweizer Hitparade)           | 3                  |
| États-Unis (Billboard Hot 100)         | 41                 |
| Royaume-Uni (UK Singles Chart)         | 3                  |
| Allemagne (Media Control AG)           | 5                  |
| Autriche (Ö3 Austria Top 40)           | 8                  |
| Pays-Bas (Single Top 100)              | 11                 |
| Belgique (Flandre Ultratop 50 Singles) | 10                 |
| Suède (Sverigetopplistan)              | 7                  |
| Norvège (VG-lista)                     | 4                  |
| Australie (ARIA)                       | 34                 |
| Canada (RPM 100 Singles)               | 42                 |
| Danemark (Tracklisten)                 | 1                  |
| Finlande (Suomen virallinen lista)     | 2                  |
| Irlande (IRMA)                         | 3                  |
| Italie (FIMI)                          | 4                  |
| Pays-Bas (Nederlandse Top 40)          | 11                 |
| Japon (Oricon)                         | 24                 |
| Pologne                                | 3                  |
| États-Unis (Dance Club Songs)          | 10                 |

| Classement (1988)         | Meilleure position |
| ------------------------- | ------------------ |
| France (SNEP)             | 30                 |
| Pays-Bas (Single Top 100) | 84                 |
| Italie (FIMI)             | 10                 |

| Pays              | Certification | Date             | Ventes  |
| ----------------- | ------------- | ---------------- | ------- |
| France (SNEP)     | Argent        | 1988             | 393 000 |
| Royaume-Uni (BPI) | Argent        | 1er octobre 1988 | 250 000 |